# 克拉克斯維爾鎮區 (內布拉斯加州梅里克縣)
克拉克斯維爾鎮區（英語：Clarksville Township）是位於美國內布拉斯加州梅里克縣的一個行政鎮區。

## 地方資料
克拉克斯維爾鎮區的面積為182.40平方千米，當中陸地面積為180.70平方千米，而水域面積為1.70平方千米。根據2020年美國人口普查的數據，當地共有人口643人，而人口密度為每平方千米3.53人。